# باميفيلين
الباميفيلين (بالإنجليزية:Bamifylline) هو عقار من فئة الزانثين الكيميائية والذي يعمل كمضاد انتقائي لمستقبلات الأدينوزين A1.

## آلية العمل
الباميبيلين هو مضاد انتقائي لمستقبل الأدينوزين A1  ، والذي يوسع الشعب الهوائية عن طريق تقليل توتر العضلات الملساء. بعد تناوله عن طريق الفم، يستمر تأثير الباميبيلين لمدة 20 ساعة .